# Сидава
Сидава (укр. Сідава) — село на Украине, находится в Жмеринском районе Винницкой области.
Код КОАТУУ — 0521081409. Население по переписи 2001 года составляет 413 человек. Почтовый индекс — 23143. Телефонный код — 4332.
Занимает площадь 1,277 км².
В селе действует храм Воздвижения Креста Господнего Жмеринского благочиния Винницкой епархии Украинской православной церкви.

## Адрес местного совета
23143, Винницкая область, Жмеринский р-н, с. Жуковцы, ул. Кирова, 98